# Glossina caliginea
Glossina caliginea är en tvåvingeart som beskrevs av Austen 1911. Glossina caliginea ingår i släktet tsetseflugor, och familjen Glossinidae. Inga underarter finns listade i Catalogue of Life.